# كارلوس مونيوث بيزارو
كارلوس مونيوث بيزارو (بالإسبانية: Carlos Muñoz Pizarro)‏ هو عالم نبات تشيلي، ولد في 25 سبتمبر 1913 في كوكيمبو في تشيلي، وتوفي في 12 مايو 1976 في نيويورك في الولايات المتحدة بسبب نوبة قلبية.